# PNY 테크놀로지
PNY 테크놀로지(PNY Technologies, Inc.), 줄여서 PNY는 미국의 플래시 메모리 카드, USB 플래시 드라이브, SSD, 메모리 업그레이드 모듈, 휴대용 배터리 충전기, 컴퓨터 잠금 장치, 케이블, 충전기, 어댑터 및 소비자 및 전문 그래픽 카드 제조업체다. 본사는 미국 뉴저지주 파시파니트로이힐스에 있다.
PNY는 "Paris, New York"의 약자로, 파리와 뉴욕 사이에서 메모리 모듈을 교환하곤 했다.

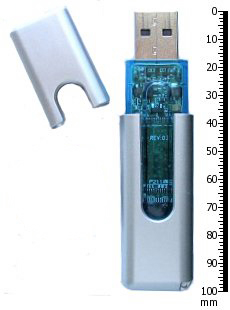
A 128MB PNY Attaché USB flash drive (2004)

## 역사
PNY 일렉트로닉스(PNY Electronics, Inc.)는 메모리 칩을 매매하는 회사로 1985년 뉴욕 브루클린에서 시작되었다.
1996년, 이 회사는 뉴저지주 무나치에 본사를, 캘리포니아주 산타클라라에 추가 공장을 두고 프랑스 보르도에 있는 제3의 시설에서 유럽에 서비스를 제공했다.
새로운 형태의 메모리 및 보완 제품 제조 확장을 강조하기 위해 1997년 사명을 PNY 테크놀로지(PNY Technologies, Inc.)로 변경했다. 현재 뉴저지주 파시파니, 캘리포니아주 산타클라라, 플로리다주 마이애미, 보르도, 프랑스, 대만에 본사를 두고 있다.
2009년, 뉴저지 네츠(New Jersey Nets)는 그들의 상표 명명권을 PNY에 매매했다.2010년, 크리스 크리스티 뉴저지 주지사는 PNY의 창립자 및 CEO인 가디 코헨(Gadi Cohen)이 펜실베이니아로 이사를 고려하고 있는 것으로 알려진 후, 코헨에게 뉴저지에 남아 있는 것에 대해 이야기했다.2011년, PNY는 글로벌 본사와 주요 제조 시설을 뉴저지주 파시파니의 제퍼슨 로드에 있는 40 에이커 이상의 위치로 옮겼다. 킴 과다뇨(Kim Guadagno) 부지사는 회사를 둘러보았고, "뉴저지에 정말 좋은 사업 뉴스 기사"라고 불렀다.

## 제품
PNY는 아래 제품을 포함한 메모리 및 그래픽 기술 회사이자 컴퓨터 주변기기 제조업체이다.
- 플래시 메모리
- USB
- SSD
- 메모리 업그레이드
- 엔비디아 지포스 및 쿼드로 그래픽 카드
- HDMI 케이블
- DRAM 모듈
- 휴대용 배터리 충전기
- HP 펜드라이브 및 MicroSD 카드[6]

레거시 제품:
- CD-R 디스크

PNY는 풀 필름이 포함된 USB 플래시 드라이브와 수냉식 비디오 카드를 선보였다.